# Монолит (група)
Монолит (Monolith) е рок група, създадена в София през лятото на 1991 година.

## История
В началото на 90-те клуб „113+“ е единственият, в който зараждащата се рок-култура от по-млади групи има поле за изява. Жадни за авторска музика много почитатели на рок музиката са редовни негови посетители. МОНОЛИТ е една от най-често адмирираните групи по това време. Първият им албум „ONE MORE CHANCE“ – 1992 г., за първи път е изсвирен и представен пред публика именно в този клуб. Междувременно групата се сдобива със сериозна подкрепа от фенове, а отзивите в пресата са доста ласкави и оптимистични. 1993 г. е изключително успешна за талантливите музканти. През есента на тази година излиза вторият им албум – „ЕЗИ-ТУРА“. Песента „Здравей“ звучи постоянно по националното радио и става безспорен хит. Успява да достигне и второ място в телевизионната класация на „Унисон“ – Топ 10, водена от Мартин Захариев. Същевременно „София Мюзик Ентерпрайсис“ кани МОНОЛИТ като една от подгряващите групи на шоуто на ALVIN LEE BAND, легендарният китарист на TEN YEARS AFTER. През 1994 г. МОНОЛИТ са номинирани в две категории за наградите на списание Ритъм – „за най-добър рок вокалист“ и „за най-добър албум“. С третия си пореден албум – „МОНОЛИТ З“, групата се утвърждава като една формация с изграден собствен музикален стил и професионализъм. През 1996 г. песента „Назадване“ оглавява класациите на радио Тангра, като достига първа позиция и остава там цели осем седмици прецедент в историята на единственото рок радио в България от създаването му насам! Добри позиции в класациите за рок музика достига и парчето „Неонови лица“. Момчетата от МОНОЛИТ участват активно както в концертния живот, така и на клубната сцена. През 1997 г. излиза четвъртият албум „SISYPHUS“, който съдържа доста сериозна музика, и поради тази причина не се радва на такава голяма популярност като предишните. В него с блестящата си композиция „Illusion“ групата остава вярна на уникалния си музикален стил. 1998 г. ще остане в историята на МОНОЛИТ, като време за генериране на нови музикални идеи и творчески търсения.
През 1999 г. „София Мюзик Ентерпрайсис“, кани отново „Монолит“, този път за да подгрее публиката за шоуто на BLUES BROTHERS BAND на блус фестивала „Rothmans Blues“, състоял се през август в Бургас. През ноември същата година излиза и петият им албум „DR. ROCK 'N' ROLL“, издание на Музикален център „Рива Саунд“. Пилотният сингъл „Игра“ завоюва челни места в музикалните класации. В диска влизат още 16 записа като „Здравей“, „I Wanna Make Love To You“, „Хулиган“, и др. Всички стари песни са дигитално ре-мастерирани в студио „Digital+“. Хитът им „Здравей“ е включен в класацията „100-те най-добри песни на изминалия век“ на радио Тангра. През август 2002 година групата записва своя шести албум – „Времена и нрави“, характерен със своето съвременно звучене и нова творческа линия. Седмият албум на Монолит „Ваканция във Вегас“ излиза през 2007 година и е завръщане към техните корени със звучене на съвременния рок. Песента „Какво си ти“, печели наградата на публиката през април 2007 г. в конкурса „Златна пролет“ на БНР. През септември 2007 г. Тони Чембъра печели първа награда на фестивала „Златна Месемврия“ в Несебър. През 2010 с помощта на знакови гост-музиканти Тони Чембъра реализира соловия си албум The voice of Monolith-Tony&friends. На 16 декември 2013 излиза и първото DVD на групата, което документира концертът им в Sofia live club. Следва продължителна творческа дейност, клубни и концертни изяви и на 12 април 2019 излиза албумът им Monolith 2019. На барабаните е бившия барабанист на група „Клас“ Веселин Василев, който се присъединява към творческата им дейност през май 2017 година.

## Дискография
- „One more chance“ 1992
- „Ези – Тура“ 1993
- „Ballads – Балади“ 1994 (компилация)
- „Монолит 3“ 1996
- „Sisyphus“ 1997
- „Dr. Rock 'n' Roll“ 1999 (компилация)
- „Времена и нрави“ 2002
- „Ваканция във Вегас“ 2007
- Monolith – Live at Sofia live club 2013 (DVD)
- Monolith 2019

### Самостоятелни албуми на Тони Чембъра
- „Alien“ 1996
- „The voice of Monolith – Tony & friends“ 2010